# Grifols
Grifols, S.A. és una companyia global del sector de la salut, líder mundial en la producció de medicaments plasmàtics fundada a Barcelona l’any 1909. Amb una plantilla de més de 23.800 persones, Grifols desenvolupa, produeix i proporciona serveis i solucions sanitàries innovadores a més de 110 països i regions, i manté presència directa en més de 30.
És la tercera empresa més gran del món en el sector dels hemoderivats i la primera d’Europa, a més de ser líder en el sector de la medicina transfusional. La companyia també ofereix materials biològics d’alta qualitat per a la recerca en ciències de la salut, assaigs clínics i la fabricació de productes farmacèutics i de diagnòstic, així com productes i serveis per a hospitals. La seva seu és a Sant Cugat de Vallès (Barcelona).

L’activitat de Grifols se centra en quatre àrees terapèutiques principals: immunologia/malalties autoimmunes, malalties infeccioses, pneumologia i cures intensives.

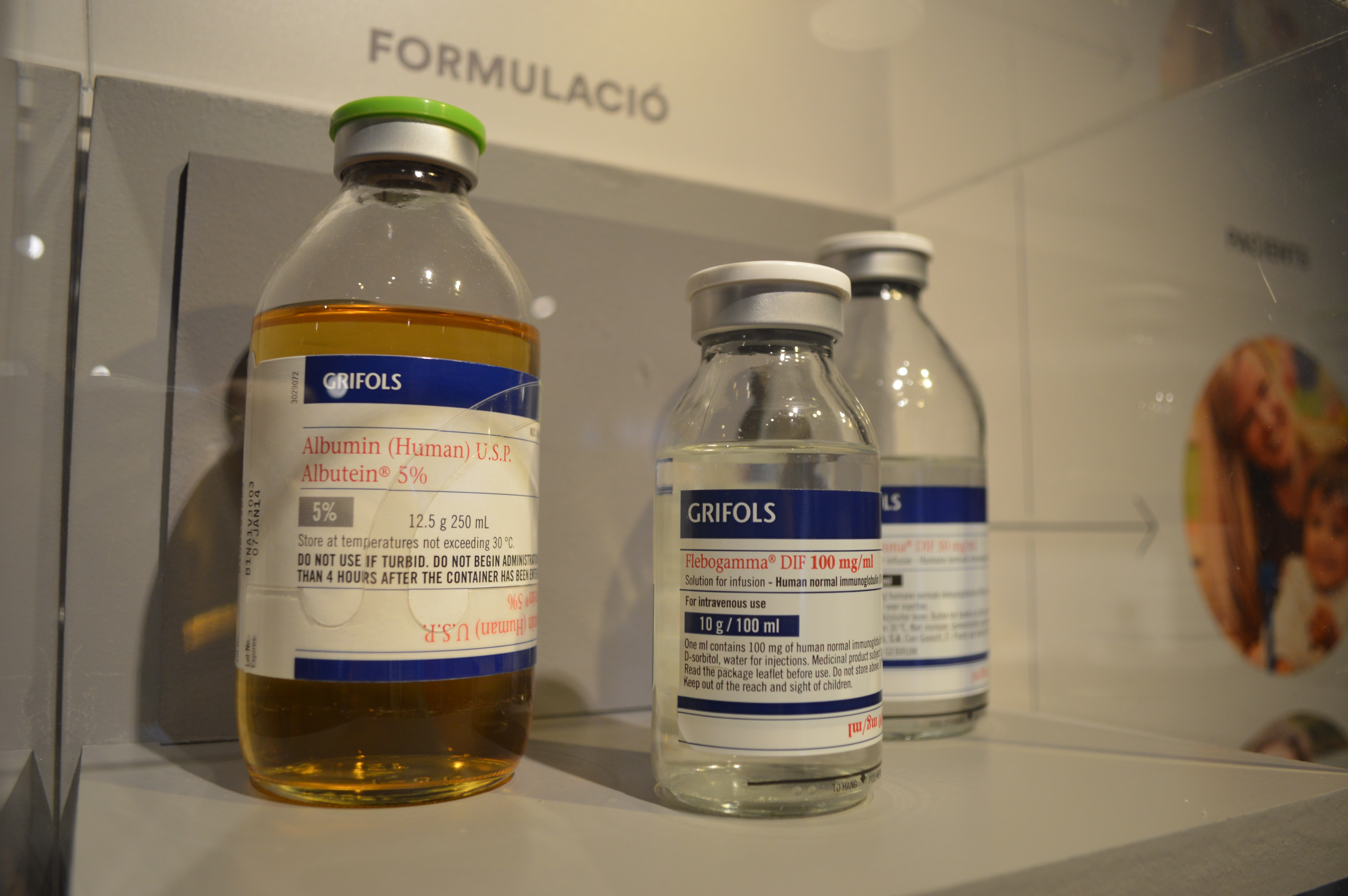
Flascons de l'empresa Grifols d'albúmina i immunoglobulina intravenosa.

## Trajectòria
L'any 1940, Josep Antoni Grífols i Roig, juntament amb els seus dos fills —Josep Antoni Grífols i Lucas (1916-1958) i Víctor Grífols i Lucas— i amb Domingo Brasó, va fundar Laboratoris Grífols, com a centre d'investigacions clíniques i biològiques per desenvolupar reactius i productes terapèutics.
Durant els anys 1985-2001, va ser-ne president Víctor Grífols i Lucas. A partir dels anys noranta, va començar la seva expansió internacional i el 2012 comptava amb 24 filials a l'exterior, que venien a més de 100 països productes plasmàtics; i va ser un productor mundial del sector dels hemoderivats.
Des del 17 de maig de 2006, cotitza a la Borsa espanyola; i des del 2 de gener de 2008 ho fa a l'IBEX35, arribant a ser el valor més gran del 2011 amb una revalorització del 24,82% i de l'any següent amb una revalorització del 112,92%. El 2010 va comprar Talecris Bioteherapeutics Holding, per 2.800 milions d'euros, i es va posicionar com un dels líders del món; i li va permetre aconseguir sinergies, sobretot en costos. Està present en la borsa de valors dels Estats Units, el NASDAQ, des de l'1 de juny de 2011.
L'any 2013 va facturar 1.600 milions d'euros i va comprar el 35% d'Aradigm Corporation, el 21% de la biotecnològica TiGenix, el 60% de Progenika Biopharma i la unitat de diagnòstic transfusional de la farmacèutica suïssa Novartis. El 2016, va comprar un altre 33% de Progenika Biopharma i la divisió de diagnòstic de l'empresa americana Hologic Diagnostic. Víctor Grífols i Roura és la tercera generació familiar a càrrec de l'empresa, va ser-ne conseller delegat del 1987 al 2016; i va ser substituït pel seu germà, Raimon Grífols i Roura, i el seu fill, Víctor Grífols Deu. El 2016 va facturar 4.050 milions d'euros. El 2017 va comprar el 49% d'Access Biologicals i un 40% de la tecnològica Kiro-Grifols. El 2018 va comprar l'empresa alemanya Haema AG. El 2021 va adquirir la farmacèutica Tiacheng per 1.100 milions d'euros, que al seu torn té la majoria d'accions de l'alemanya Biotest, que dedica la seva activitat al desenvolupament, producció i comercialització de medicaments biològics en aplicacions a l'hematologia, immunologia clínica i cures intensives, amb la qual pretén complementar la seva cartera de teràpies plasmàtiques.
La companyia va anunciar el 15 de febrer del 2023 una retallada de la plantilla en 2.300 persones (aproximadament un 10% de la seva plantilla el 2021), la majoria als EUA, 100 d'elles a Espanya. En el marc d'aquest pla també va anunciar el tancament dels centres de donació de plasma menys rendibles, així com que estudiava la venda d'actius. El 21 de febrer, el Consell d'Administració va comunicar la dimissió «per motius de salut i personals» del seu president executiu, Steven F. Mayer, nomenat el 30 de setembre anterior, essent substituït per Thomas Glanzmann, amb més de setze anys com a conseller de Grifols i vicepresident des del 2017, i que també havia ocupat la presidència de Baxter Bioscience i del European Biotech Group. L'endemà es va produir una forta caiguda de les accions de Grifols del 7% només obrir-se la sessió.
Tot això va desembocar el gener de 2024 en un atac en els mercats borsaris del fons baixista Gotham City, que s'autodefineix com a «justicier» de les empreses amb males pràctiques comptables. El modus operandi del fons és vendre accions massivament però de forma discreta, emetre un informe per explicar-ne uns fets per tal de fer caure'n el valor, i tot seguit acabar comprant novament accions però a un preu molt més baix. El 9 de gener les accions van caure un 26% al tancament, amb una pèrdua de més de 3.000 milions d'euros en capitalització borsària. L'endemà Grifols va anunciar accions judicials contra el fons i va intentar transmetre confiança als mercats, que va fer evolucionar a l'alça en un 12% al final de la jornada, però els següents dies va seguir baixant per la desconfiança en el seu nivell d'endeutament i la situació real, en general, de l'empresa.